# طب یهودی
طب یهودی طب مردم یهود است، از جمله مکتوبات به زبانهای عبری و عربی. ۲۸ درصد از برندگان جایزه نوبل در پزشکی یهودی بوده‌اند، اگرچه یهودیان کمتر از ۰٫۲ درصد از جمعیت جهان را تشکیل می‌دهند.

## تاریخ

### باستان
متونی از طب قدیم، که موضوع اولشان این باشد، با منشأ عبری موجود نیست. هیچ دارویی که به‌طور متمایز باشد یهودی وجود نداشت و در عوض پزشکان یهودی دانش یونانی و بعداً یونانی-رومی را به کار گرفته بودند.
متنی معروف به «کتاب درمان ها» دو بار در تلمود بابلی و در باریتا، که ظاهراً اقلا به دوران پادشاهی حزقیا برمی گردد آمده‌است. به همین ترتیب، متنی به نام سفر رفوت، که به معنی «کتاب درمان ها» است، شناخته شده، اما تصنیف آن تقریباً به زمان امپراتوری بیزانس بین ۱۰۰۰ تا ۱۷۰۰ سال پس از حزقیا برمی گردد.

### قرون وسطی

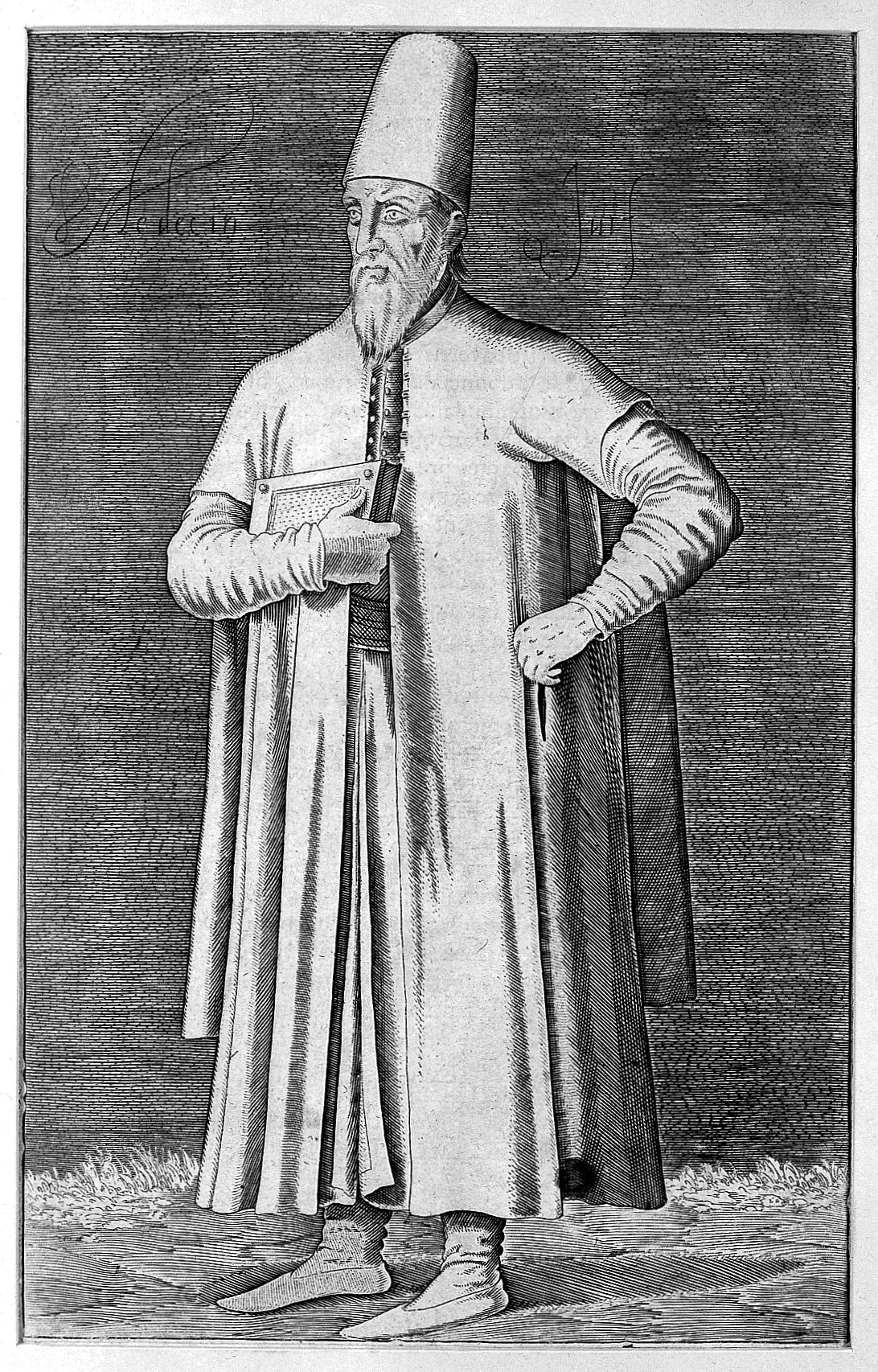
یک پزشک یهودی با لباس سنتی، حدود ۱۵۶۸؛ از کتابخانه ولکام

کتاب درمانها، نخستین متن پزشکی که به زبان عبری برای آساف یهودی نوشته شده‌است، مربوط به قرن هفتم یا هشتم است. متن شامل چهار بخش است؛ داستان انتقال دارو از خدا به انسان، یک ارزیابی پزشکی، یک Materia medica و لیستی از کلمات قصار پزشکی. با این که هیچ اطلاعی از خود نویسنده یا محل نگارش متن وجود ندارد، در طول قرون وسطی در جوامع یهودی به‌طور گسترده‌ای منتشر شد، و می‌توان تصور کرد که در این مدت تأثیر زیادی بر اطبای یهودی داشت.
اگرچه در دوران قرون وسطی پیشرفت‌هایی در زمینه زنان و زایمان انجام شده‌است، اما متون مربوط به زنان با استفاده از گونه مردانه عبری نوشته شده‌است و نشان می‌دهد که متون زنان به پزشکان مرد و نه ماماهای زن هدایت شده‌است. به نظر می‌رسد تنها ذکر از ماماها در این متون زمانی است که تماس مستقیم با دستگاه تناسلی زن ضروری است. تنها در این صورت است که متون به‌طور خاص به زنان درگیر در این روش اشاره می‌کنند. در یک مورد، متنی به پزشک توصیه کرد که «به ماما دستور دهد دهانه رحم خود را با گیاهان ذکر شده ماساژ دهد».

### قرن هفدهم
اولین مطالعه سازماندهی شده دربارهٔ طب مقدس در قرن ۱۷ آغاز شد.

### قرن بیستم
زیگموند فروید، پزشک معروف روانپزشکی، متولد یهودی بود. آبراهام مزلو در سال ۱۹۰۸ از والدین یهودی روسی متولد شد.